# Friedrich Joseph Cleynmann
Friedrich Joseph Cleynmann, auch Cleymann bzw. Kleinmann, (* 13. März 1764 in Frankfurt am Main; † 16. Oktober 1827 ebenda) war Kaufmann und Politiker in Frankfurt.
Cleymann war Mitinhaber des Bankhauses de Neufville, Mertens & Bernard. Zwischen 1807 und 1813 war er Handelsassessor beim Stadtgericht. 1808 ernannte ihn Großherzog Carl Theodor von Dalberg zum Kommerzienrat und Mitglied der neuen Handelskammer. Er nahm jedoch nicht intensiv an der Arbeit der Kammer, die er ablehnte, teil und schied 1810 aus der Kammer aus. 1809 wurde er Senator und 1811 Maire (Bürgermeister). Er legte dieses Amt jedoch vor Ende der Amtszeit nieder, um sich mehr seinen Handelstätigkeiten widmen zu können. 1816 wurde er jüngerer Bürgermeister, 1818 Schöff.
Cleymann war Autor zahlreicher Schriften zu Handelsfragen und Sachverständiger in Münz- und Handelsfragen. Er ist Stifter einer Wohltätigkeitsanstalt zur Erziehung und Bildung der Jugend (1800).